# Lülü, a teknőc
A Lülü, a teknőc (Franciául: Lulu Vroumette)  színes francia televíziós CGI animáció-sorozat. A sorozatot Magyarországon az M2 adja.

## Szereposztás
| Szereplő      | Szereplő      | Eredeti hang                      | Magyar hang                         |
| Magyar név    | Eredeti név   | Eredeti hang                      | Magyar hang                         |
| ------------- | ------------- | --------------------------------- | ----------------------------------- |
| Lülü          | Lulu          | Dorothée Pousséo                  | Kardos Eszter                       |
| Szuszi Nyuszi | Rien-Ne-Sert  | Céline Ronté                      | Szalay Csongor                      |
| Frufru        | Frou-Frou     | Fily Keita                        | Pekár Adrienn                       |
| Bubi          | Belote        | Fily Keita                        | Czető Roland                        |
| Betli         | Rebelote      | Fily Keita                        | Szilvási Dániel                     |
| Bazsi         | Blaise        | Nathalie Homs                     | Berkes Bence                        |
| Simi          | Ni-Oui        | Caroline Combes Magali Rosenzweig | Talmács Márta (1. évad) ? (2. évad) |
| Tanítónő      | La Maîtresse  | Brigitte Lecordier                | Böhm Anita                          |
| Majstró       | Brico         | Patrick Cohen                     | Gubányi György István               |
| Kappanhang    | Chante-Faux   | Arthur Pestel                     | Gubányi György István               |
| Nagyokos      | Qui-Sait-Tout | Patrice Dozier                    | Kapácsy Miklós                      |

## Epizódok

### 1. évad
1. Fogadjunk!
2. Lülü kapitány
3. Lülü és a tojás
4. Szuszi nyuszi féltékeny
5. Fussunk, fussunk, szaladjunk!
6. Eltűnt a tanárnő
7. Kincskeresők
8. A legszebb csillag
9. Az űrvirágok titka
10. A tanárnő kavicsa
11. A Sündisznó-csillagkép
12. Nyuszifrász
13. Akkor se félünk!
14. Frufru bánatos
15. Szuszi nyuszi titka
16. A múlt kövei
17. Mézvadászok
18. Elfújta a szél
19. A holdmágus
20. A vesztes nyer
21. Szavazzatok rám!
22. Az igazi barát
23. A nagy cidri
24. Kis szerelmes szív
25. Egy meg egy az kettő
26. Nyomkeresés
27. Szundizz kis borz!
28. A négylevelű lóhere
29. Jószomszédok
30. Rossz mag
31. Hangszálgyulladás
32. A megszállók
33. A csere
34. A nagy szenzáció
35. Az ajándékozás öröme
36. Dobogó szív
37. Szerelmi tüzek
38. A hóvirág
39. A tanítónő képe
40. Minden jót az új évre
41. Az én kis paradicsomom
42. A hóember átka
43. A szivárvány kincse
44. Az én fám mellett
45. Erdei zenekar
46. Aki farkast kiált
47. Jó memória
48. Csendet, felvétel!
49. A tökmag rejtély
50. A vörös Hold éjszakája
51. Kívánjunk valamit!
52. A tulipán tolvaj

### 2. évad
1. Az öreg torony réme
2. Nagyokos titka
3. Itt a maci, hol a maci
4. Itt az idő
5. Bolond történet
6. A titok-doboz
7. Ki ne mond!
8. Vendégszoba
9. Mindenki a helyére!
10. Hiba egy szál se!
11. Cseppen, hullik, esik
12. Huhugica
13. A gesztenye átka
14. A kis Robinsonok
15. Szörny a tóban
16. Nyolc kicsi fánk
17. Mezei muskétások
18. Hol is nyaraltunk?
19. Szuszinyuszi csuklik
20. Űrfantomok
21. A lesiklás királyai
22. Kincs a veteményesben
23. Kedves naplóm!
24. Levél a malomból
25. A táncoló növény
26. Kerge kerregők
27. Eltörött a karom
28. Madártávlat
29. Művész ül a fűben
30. Az igazi ajándék
31. A varázsvessző
32. A legszebb csillag
33. Őszi találka
34. A legjobb barát
35. Kérészek
36. Lámpaláz
37. A kristálygömb
38. Gyöngyök a hóban
39. A fehér elefánt
40. Rohan az idő
41. Hol lakik a boldogság?
42. A tanárnő kedvence
43. Lepke a hóban
44. Az utolsó tollig
45. A tanárnő elutazik
46. Kincsünk, a víz
47. Természetbarátok
48. Amikor nagy leszek...
49. Új gyerek az osztályban
50. Táncra fel!
51. Egy különleges nap
52. Puszi, puszi